# LGA 775
소켓 T(Socket T)로 잘 알려진 LGA 775은 인텔 마이크로프로세서의 소켓 중 하나이다. LGA는 Land Grid Array의 줄임말이며 775은 CPU 핀 수를 뜻한다
소켓 T부터는 핀이 CPU가 아닌 메인보드에 존재하게 되므로, 핀이 부러짐으로써 발생하는 문제가 줄었다. 775개의 접점을 가지고 있다.
펜티엄 4의 일부, 펜티엄 D, 셀러론 D, 코어 2 듀오, 코어 2 쿼드에 마이크로프로세서들에 이 소켓이 쓰였다.
지원하는 CPU는 다음과 같다: 펜티엄 4 (2.66 ~ 3.80GHz), 셀러론 D (2.53 ~ 3.6GHz), 펜티엄 4 익스트림 에디션 (3.20 ~ 3.73GHz), 펜티엄 D(2.66 ~ 3.60GHz), 펜티엄 E(듀얼 코어, 1.40 ~ 2.50GHz), 코어 2 듀오(1.60 ~ 3.33GHz), 코어 2 쿼드(2.33 ~ 2.83GHz), 인텔 코어 2 익스트림(2.66 ~ 3.20GHz), 제온(1.86 ~ 3.40GHz), 인텔 코어 셀러론(1.60 ~ 2.00GHz).

## 칩셋
인텔:

i845GV/GE/i848P/i865G/GV/P/PE/i910GL/i915G/GL/GV/P/PL/i925X/XE/i945/955/i945G/P/
i955X/i946/946GZ/PL/965/i975/Q965/P965/G965/Q963/i975X/
X35/P35/Q35/G35/P33/G33/Q33/P31/G31/X38/X48/P45/P43/G45/G43/G41/B43/Q43/Q45,
SiS:

SiS 649/649FX/655/656/656FX/662/671/671FX/671DX/672
VIA:

PT800/PM800/PT880/PM880/P4M800/P4M800 Pro/PT880 Pro/PT880 Ultra/PT894/PT894 Pro/P4M890/PT890/P4M900
Ati:

ATI Radeon Xpress 200; ATI Radeon Xpress 1250, ATI CrossFire Xpress 3200
엔비디아:

nForce4 Ultra; nForce4 SLI XE; nForce4 SLI; nForce4 SLI X16; nForce 570 SLI; nForce 590 SLI; nForce 610i; nForce 630i; nForce 650i Ultra; nForce 650i SLI; nForce 680i LT SLI; nForce 680i SLI; nForce 730i; nForce 740i SLI; nForce 750i SLI; nForce 760i SLI; nForce 780i SLI; nForce 790i SLI; GeForce 9300; GeForce 9400

## 같이 보기
- 코어 2 듀오
- 펜티엄 4